# Taouila
Taouila là một đô thị thuộc tỉnh Laghouat, Algérie. Dân số thời điểm năm 2002 là 2.634 người.